# Wereldkampioenschap schaatsen allround vrouwen 1934
Het tweede Wereldkampioenschap schaatsen allround voor vrouwen werd op 11 en 12 februari 1934 verreden in het Frogner stadion in Oslo, Noorwegen en werd georganiseerd door de plaatselijke Oslo Skøiteklubb (OSK). Het was met de edities van 1933 en 1935 een onofficieel kampioenschap, de ISU nam het kampioenschap pas vanaf 1936 onder hun hoede. Er deden tien deelneemsters uit twee landen (Noorwegen (9) en Finland (1)) aan mee. Het kampioenschap werd over drie afstanden verreden, respectievelijk 1000m, 500m en 1500m.
De Noorse Undis Blikken werd de tweede wereldkampioene voor de Finse Verné Lesche en Synnøve Lie. Verné Lesche en Laila Schou Nilsen waren de twee debutanten op dit evenement.

## Afstand medailles
| Afstand | Goud ·        | Zilver ·      | Brons ·                          |
| ------- | ------------- | ------------- | -------------------------------- |
| 1000m   | Verné Lesche  | Undis Blikken | Laila Schou Nilsen               |
| 500m    | Synnøve Lie   | Verné Lesche  | Laila Schou Nilsen Undis Blikken |
| 1500m   | Undis Blikken | Verné Lesche  | Synnøve Lie                      |

## Klassement
| Rang   | Schaatsster        | Land      | Punten  | 1000m         | 500m        | 1500m         |
| ------ | ------------------ | --------- | ------- | ------------- | ----------- | ------------- |
| Goud   | Undis Blikken      | Noorwegen | 157,283 | 1.46, 7 (2)   | 50,6 (3)    | 2.40,0 (1) WR |
| Zilver | Verné Lesche       | Finland   | 158.017 | 1.45,7 (1) WR | 50,5 (2)    | 2.44.0 (2)    |
| Brons  | Synnøve Lie        | Noorwegen | 162,767 | 1.52,0 (4)    | 50,3 (1) WR | 2.49,4 (3)    |
| 4      | Laila Schou Nilsen | Noorwegen | 164,883 | 1.49,7 (3)    | 50,6 (3)    | 2.58,3* (8)   |
| 5      | Aslaug Ås          | Noorwegen | 169,150 | 1.54,3 (5)    | 54,1 (7)    | 2.53,7 (5)    |
| 6      | Jane Bjerke        | Noorwegen | 169,600 | 1.55,0 (6)    | 53,1 (5)    | 2.57,0 (7)    |
| 7      | Ella Berntsen      | Noorwegen | 172,117 | 1.59,1 (7)    | 54,8 (9)    | 2.53,3 (4)    |
| 8      | Bera Løvstad       | Noorwegen | 173,233 | 2.01,8 (8)    | 53,7 (6)    | 2.55,9 (5)    |
| NS3    | Berghild Aasesn    | Noorwegen | 118.550 | 2.07,7 (10)   | 54,7 (8)    | NS            |
| NS3    | Kate Andersen      | Noorwegen | 119,850 | 2.05,3 (9)    | 57,2 (10)   | NS            |

* = met val
NC = niet gekwalificeerd
NF = niet gefinisht
NS = niet gestart
DQ = gediskwalificeerd
Vet gezet = kampioenschapsrecord